# Claudette Colvin
Claudette Colvin (Alabama 1939. szeptember 5. –) az afroamerikai polgárjogi mozgalom egyik úttörő alakja. 1955-ben (még 15 éves kislányként) Montgomery városában elsőként állt ellen a buszokon érvényes szegregációs törvényeknek azáltal, hogy nem volt hajlandó átadni a helyét egy fehér nőnek, ezért letartóztatták. 9 hónappal később Rosa Parks-ot ugyanezen tettéért szintén letartóztatták. A bojkott híre futótűzként terjedt (ahogy ma ismert: A Montgomery-buszbojkott), elindítva ezzel a történelem egyik legnagyobb polgárjogi mozgalmát.
Claudette egyike volt azon 5 nőnek, akik eredetileg a Browder kontra Gayle ügyben voltak érintettek a szövetségi bíróság előtt 1956. február 1-jén. Claudette végül 3 bíró előtt mondta el tanúvallomását, akik értesültek a buszon történt incidensről. 1956. június 13-án a bírók megállapították, hogy a buszokon érvényes szegregációs állami és helyi törvények alkotmányellenesek. Az ügy a Legfelsőbb Bíróság elé is került, ami 1956. december 17-éig húzódott. 3nappal később a Legfelsőbb Bíróság kiadta a rendeletet, ami betiltotta mind Montgomery-ben mind Alabama államban a buszokon érvényes szegregációs törvényeket.
Montgomery afroamerikai vezetői nagyon hosszú ideig nem hozták nyilvánosságra Claudette tettét, mivel kiskorú volt és házasságon kívül esett teherbe. Az akkori szociális helyzetre és a korára való tekintettel az Országos Szövetség a Színesbőrűek Felemelkedéséért (NACCP) nevű polgárjogi szervezet vezetői előnyösebbnek tartották, ha nem Claudette Colvin tettével képviselik mozgalmukat (ezért is elterjedtebb, hogy Rosa Parks indította el az eseményeket).

## Életrajz
Claudette 1939-ben Montgomeryben, Alabama államban született és nevelkedett. 1955-ben a Booker T. Washington középiskola tanulója volt, ahol érvényesek voltak a szegregációs törvények. Március 2-án hazafelé tartott a Capital Heights busszal a belvárosba. Az otthonától az iskoláig és vissza csak busszal tudott eljutni.
A busz középrészén foglalt helyet. Amennyiben nagy volt a tömeg a buszon, és az elöl lévő fehéreknek fenntartott helyek is mind foglaltak voltak, a szabályok szerint az afroamerikaiknak át kellett adniuk a helyet, és leghátul helyet foglalni. Ha ezek a helyek is foglaltak voltak, kénytelenek voltak állva utazni. A rendelet szerint fehérek nem utazhattak állva, ha volt szabad ülőhely, akár hátul is. Amikor egy fehér nő felszállt a buszra és állni kényszerült, a buszsofőr, Robert W. Cleere megparancsolta Claudette-nek és még két másik afroamerikai nőnek, hogy adják át a helyüket. Amikor Claudette ellenállt és nem tett eleget a parancsnak, leszállították a buszról és letartóztatták. Ez az eset 9 hónappal azelőtt történt, hogy a Montgomery Haladás Egyesület (vezetője Martin Luther King) megszervezte a híres Montgomery buszbojkott mozgalmat. Ennek kiváltó oka egy titkárnő, Rosa Parks cselekedete volt, akit ugyancsak nem adta át a helyét a buszon és szintén letartóztatták az ügy miatt. Claudette letartóztatása 9 hónappal Rosa Parks előtt történt.
Amikor Claudette nem adta át a helyét, arra a dolgozatra gondolt, amit aznap írt az iskolában: egy helyi szokásról, amely megakadályozta, hogy az üzletekben az afroamerikai lakosság használja a próbafülkéket ruhapróba céljából.
„A busz kezdett megtelni, emlékszem, ahogyan a buszsofőr a visszapillantó tükörben Claudette-re néz és azt mondja neki, álljon fel és adja át a helyét a fehér nőnek, amit nem tett meg”- mondta Annie Larkins Price, Claudette egyik osztálytársa- „egyre csak azt kiabálta Ez az én alkotmányos jogom!”.
Azon a napon Claudette eldöntötte, hogy nem fog mozdulni. Claudette-et bilincsbe verték, letartóztatták és erőszakkal vitték le a buszról. Egyre csak azt kiabálta, hogy megsértik alkotmányos jogait. Annie tanúskodott Claudette mellett a fiatalkori bíróság előtt. Claudette-et a szegregációs törvények megsértésével és erőszakos viselkedéssel vádolták. „Nem volt semmilyen erőszak”- mondta Annie.

## A bírósági tárgyalás
Az eredeti ügy, ami miatt Claudette-et beidézték, a Browder kontra Gayle volt 1956. május 11-én. Claudette- még rajta kívül 4 afroamerikai nővel együtt- a cselekedetük ügyében tanúskodtak a helyi bíróság előtt.
A tárgyalás alatt Claudette a következőképpen írta le letartóztatását:
„Egyre csak azt mondogattam, ehhez nincs joga…ez az én alkotmányos jogom!...nincs joga így bánni velem!...egyre csak kiabáltam mindenfélét, nem tudtam abbahagyni. Tudják, ez nagyobb bűn volt mint a lopás, így beszélni egy fehér férfival.”
Az ügy felkerült a Legfelsőbb Bíróság elé, akik megerősítették az állami bíróság döntését a buszon érvényes szegregációs törvények eltörléséről Montgomeryben. 1956. december 20-án adták ki a rendeletet.
2005-ben Claudette elmondta, a mai napig nem bánja, hogy így döntött azon a márciusi napon, és ha újra megtehetné, ugyanígy cselekedne.
„Nagyon büszke vagyok arra, amit akkor tettem. Úgy érzem, a cselekedetem egyfajta szikrája volt az utána történő eseményeknek. Nem vagyok csalódott. Rosa Parks volt a megfelelő személy a buszbojkott megszervezésére, de emellett az embereknek tudniuk kell, hogy volt előtte 5 másik nő, akik ellenálltak a törvénynek és a szegregáció végét akarták a Legfelsőbb Bíróság előtt.”

## Magánélete
1956-ban Claudette egy fiúgyermeknek adott életet, akit Raymondnak nevezett el. Annyira világosbőrű volt (mint az édesapja), hogy az emberek gyakran azt emlegették, hogy az apja egy fehér férfi. Claudette elhagyta Montgomeryt és New York-ba költözött, mert az ügy után nehezen tudott munkát találni és azt megtartani (hasonlóan, Rosa Parks 1957-ben Detroitba költözött).
New Yorkban a fiatal Claudette és fia először a nő nővérénél, Velma Colvinál laktak. Nővérként kapott állást Manhattanben egy nővérszállón, ahol 35 évig dolgozott. 2004-ben ment nyugdíjba és sosem ment férjhez. New Yorkban szülte meg második fiúgyermekét, aki könyvelő lett Atlantában, megnősült és családot alapított. Raymond Colvin 1993-ban 37 évesen halt meg New Yorkban.

## Népszerűség a kultúrában
- Rita Dove, egy amerikai díjnyertes költő egy kiadott verseskötetében (On the bus with Rosa Parks, 1999) található a Claudette Colvin Goes To Work című vers. Egy általa írt cikkben szintén hivatkozik Claudettre (The Torchbearer Rosa Parks)  Archiválva 2013. augusztus 26-i dátummal a Wayback Machine-ben
- A népzenei énekes, John McCutcheon írta át a fent említett verset egy zenei változatra, amiben Rita Dove is közreműködött (CD: Mightier than the Sword, 2006)
- Awele Makeba forgatókönyvíró és rendező vitte vászonra az egy női szereplővel készült drámát, ami a Rage is not a 1-Day thing! címet viseli. A történet az 1955-56-os Montgomery buszbojkott eseményeire is hivatkozik, Claudette szemszögéből bemutatva az eseményeket letartóztatása után  Archiválva 2012. október 6-i dátummal a Wayback Machine-ben
- Phillip Hoose írt egy önéletrajzi könyvet, Claudette Colvin: Twice Toward Justice címmel, amely megnyerte a 2009-es Nemzetközi Könyvdíjat ifjúsági irodalom kategóriájában.

## Fordítás
- Ez a szócikk részben vagy egészben  a   Claudette_Colvin című angol Wikipédia-szócikk fordításán alapul.  Az eredeti cikk szerkesztőit annak laptörténete sorolja fel. Ez a jelzés csupán a megfogalmazás eredetét és a szerzői jogokat jelzi, nem szolgál a cikkben szereplő információk forrásmegjelöléseként.